# Satz von de Gua

Tetraeder mit rechtwinkliger Ecke in O

Der Satz von de Gua ist ein räumliches Analogon zum Satz des Pythagoras und nach Jean Paul de Gua de Malves (1713–1785) benannt, der ihn 1783 publizierte.
Wenn ein Tetraeder eine rechtwinklige Ecke (wie eine Würfelecke) besitzt, dann ist die Summe der quadrierten Flächeninhalte der an der rechtwinkligen Ecke anliegenden Flächen gleich dem quadrierten Flächeninhalt der dem rechten Winkel gegenüberliegenden Fläche.
{\displaystyle F_{ABC}^{2}=F_{\color {blue}ABO}^{2}+F_{\color {green}ACO}^{2}+F_{\color {red}BCO}^{2}}
Der Satz des Pythagoras und der Satz von de Gua sind Spezialfälle (n=2,3) eines allgemeinen Satzes über n-Simplexe mit einer „rechtwinkligen“ Ecke.
Der Satz wurde zur selben Zeit in einer etwas allgemeineren Form auch von dem französischen Mathematiker Tinseau d’Amondans (1746–1818) veröffentlicht und war sogar schon viel früher René Descartes (1596–1650) und Johannes Faulhaber (1580–1635) bekannt gewesen.